# Pop delavnica 1992
X. Pop delavnica je potekala 24. junija 1992.

## Tekmovalne skladbe
| #   | Izvajalec                | Naslov pesmi               | Avtorji                                    |
| --- | ------------------------ | -------------------------- | ------------------------------------------ |
| 1.  | Avtomobili               | Obljubljena                | Mirko & Marko Vuksanovič                   |
| 2.  | Damjana                  | Igra                       | Karel Novak / Silva Bajc                   |
| 3.  | Alenka Godec             | Sanje                      | Sašo Fajon / Primož Peterca                |
| 4.  | Lačni Franz              | Gate na glavo              | Zoran Predin                               |
| 5.  | Društvo mrtvih pesnikov  | Ko te ni                   | Borut Tiran                                |
| 6.  | Janez Bončina            | Zakaj star song se še vrti | Janez Bončina, Alenka Štebe, Primož Grašič |
| 7.  | Agropop                  | Ko si nor in mlad          | Aleš Klinar                                |
| 8.  | Tomaž Domicelj           | Črna mama                  | Tomaž Domicelj                             |
| 9.  | F+                       | Ritem srca                 | Davorin Petrič / Simona Weiss              |
| 10. | Junaki nočne kronike     | Litr vina                  | Marko Lebar                                |
| 11. | Pavle Kavec & Prijatelji | Znorel bom                 | Pavle Kavec                                |
| 12. | Panda                    | Le sebe še imam            | Andrej Pompe                               |

Kot gostje so nastopili Chateau, Čuki in Don Mentony Band. Don Mentony Band je bil (po besedah njihovega člana Alexa Bassa) zaradi spornega besedila pesmi »Dej povej mi« izločen iz tekmovalnega dela in naknadno vključen kot gost večera.

## Nagrade
Nagrada občinstva
- Avtomobili – Obljubljena

Nagrade strokovne žirije
1. Damjana Golavšek – Igra
2. Alenka Godec – Sanje
3. Lačni Franz – Gate na glavo

Najobetavnejši debitant
- Društvo mrtvih pesnikov

Najboljša interpretacija/nastop
- Alenka Godec